# Pertya
Pertya là một chi thực vật có hoa trong họ Cúc (Asteraceae).

## Loài
Chi Pertya gồm các loài: